# Кубок Шотландії з футболу 2001—2002
Кубок Шотландії з футболу 2001–2002 — 117-й розіграш кубкового футбольного турніру у Шотландії. Титул здобув Рейнджерс.

## Календар
| Раунд        | Дата                                                   | Матчі | Клуби   |
| ------------ | ------------------------------------------------------ | ----- | ------- |
| Перший раунд | 17-18 листопада 2001, листопад 2001 (перегравання)     | 8+1   | 50 → 42 |
| Другий раунд | 8 грудня 2001, 15-18 грудня 2001 (перегравання)        | 10+3  | 42 → 32 |
| 1/16 фіналу  | 5-16 січня 2002, 15-21 січня 2002 (перегравання)       | 16+3  | 32 → 16 |
| 1/8 фіналу   | 26 січня - 4 лютого 2002, 6 лютого 2002 (перегравання) | 8+1   | 16 → 8  |
| 1/4 фіналу   | 23-25 лютого 2002, 5-6 березня 2002 (перегравання)     | 4+2   | 8 → 4   |
| 1/2 фіналу   | 23-24 березня 2002                                     | 2     | 4 → 2   |
| Фінал        | 4 травня 2002                                          | 1     | 2 → 1   |

## 1/16 фіналу
| Команда 1                | Рахунок | Команда 2                     |
| ------------------------ | ------- | ----------------------------- |
| 5 січня 2002             |         |                               |
| Кілмарнок                | 3:0     | Ейрдрі Юнайтед (2)            |
| Девронвейл (5)           | 0:6     | Ейр Юнайтед (2)               |
| Гарт оф Мідлотіан        | 2:1     | Росс Каунті (2)               |
| Данфермлін Атлетік       | 3:1     | Мотервелл                     |
| Странрар (3)             | 0:0     | Гіберніан                     |
| Данді Юнайтед            | 3:0     | Форріс Механікс (5)           |
| 6 січня 2002             |         |                               |
| Данді                    | 1:1     | Фолкерк (2)                   |
| 8 січня 2002             |         |                               |
| Арброт (2)               | 0:2     | Інвернесс Каледоніан Тісл (2) |
| Гамільтон Академікал (3) | 1:0     | Рейт Роверз (2)               |
| Іст Файф (4)             | 2:4     | Партік Тісл (2)               |
| Клайд (2)                | 1:0     | Сент-Міррен (2)               |
| Сент-Джонстон            | 0:2     | Абердин                       |
| Аллоа Атлетік (3)        | 0:5     | Селтік                        |
| 14 січня 2002            |         |                               |
| Альбіон Роверз (4)       | 1:4     | Лівінгстон                    |
| 15 січня 2002            |         |                               |
| Бервік Рейнджерс (3)     | 0:0     | Рейнджерс                     |
| 16 січня 2002            |         |                               |
| Гала Фейрідін (6)        | 0:5     | Форфар Атлетік (3)            |

Перегравання
| Команда 1     | Рахунок | Команда 2            |
| ------------- | ------- | -------------------- |
| 15 січня 2002 |         |                      |
| Гіберніан     | 4:0     | Странрар (3)         |
| 16 січня 2002 |         |                      |
| Фолкерк (2)   | 0:1     | Данді                |
| 21 січня 2002 |         |                      |
| Рейнджерс     | 3:0     | Бервік Рейнджерс (3) |

## 1/8 фіналу
| Команда 1         | Рахунок | Команда 2                     |
| ----------------- | ------- | ----------------------------- |
| 26 січня 2002     |         |                               |
| Кілмарнок         | 0:2     | Селтік                        |
| Клайд (2)         | 1:2     | Форфар Атлетік (3)            |
| Гарт оф Мідлотіан | 1:3     | Інвернесс Каледоніан Тісл (2) |
| Ейр Юнайтед (2)   | 3:0     | Данфермлін Атлетік            |
| Рейнджерс         | 4:1     | Гіберніан                     |
| Партік Тісл (2)   | 1:1     | Данді                         |
| Абердин           | 2:0     | Лівінгстон                    |
| 4 лютого 2002     |         |                               |
| Данді Юнайтед     | 4:0     | Гамільтон Академікал (3)      |

Перегравання
| Команда 1     | Рахунок | Команда 2       |
| ------------- | ------- | --------------- |
| 6 лютого 2002 |         |                 |
| Данді         | 1:2     | Партік Тісл (2) |

## 1/4 фіналу
| Команда 1          | Рахунок | Команда 2                     |
| ------------------ | ------- | ----------------------------- |
| 23 лютого 2002     |         |                               |
| Партік Тісл (2)    | 2:2     | Інвернесс Каледоніан Тісл (2) |
| Данді Юнайтед      | 2:2     | Ейр Юнайтед (2)               |
| 24 лютого 2002     |         |                               |
| Форфар Атлетік (3) | 0:6     | Рейнджерс                     |
| 25 лютого 2002     |         |                               |
| Абердин            | 0:2     | Селтік                        |

Перегравання
| Команда 1                     | Рахунок | Команда 2       |
| ----------------------------- | ------- | --------------- |
| 5 березня 2002                |         |                 |
| Інвернесс Каледоніан Тісл (2) | 0:1     | Партік Тісл (2) |
| 6 березня 2002                |         |                 |
| Ейр Юнайтед (2)               | 2:0     | Данді Юнайтед   |

## 1/2 фіналу
| Команда 1       | Рахунок | Команда 2       |
| --------------- | ------- | --------------- |
| 23 березня 2002 |         |                 |
| Ейр Юнайтед (2) | 0:3     | Селтік          |
| 24 березня 2002 |         |                 |
| Рейнджерс       | 3:0     | Партік Тісл (2) |

## Фінал
| 4 травня 2002 |

| Селтік                 | 2:3      | Рейнджерс                         |
| ---------------------- | -------- | --------------------------------- |
| Хартсон 19' Бальде 50' | Протокол | Левенкрандс 21', 90' Фергюсон 69' |

| Гемпден-Парк, Глазго Глядачів: 51 138 Арбітр: Г'ю Даллас |